# Hydnophytum orbiculatum
Hydnophytum orbiculatum là một loài thực vật có hoa trong họ Thiến thảo. Loài này được Elmer mô tả khoa học đầu tiên năm 1913.